# Röda löv
Röda Löv (original Red Leaves) är en novell av William Faulkner. Den publicerades först 1930.
Novellen handlar om indianer som ska fånga och ritualmörda sin döde hövdings slav. Novellen fokuserar både på indianerna och den flyende slaven. Ett genomgående tema är ursprungsfolkens förfall när deras kultur förstörs av den vite mannen. Novellen är det enda av Faulkners verk som utspelar sig i Yoknapatawpha County där indianer har huvudroller.

## Publicering på svenska
- Röda löv (översatt av Olov Jonason) i Världens bästa noveller i urval, redigerad av Bengt Holmqvist, 1961
- Röda löv (översatt av Pelle Fritz-Crone) i En ros åt Emily och andra noveller, 1990